# ドルニ・ドゥブニク
座標: 北緯43度24分 東経24度26分 / 北緯43.400度 東経24.433度

ドルニ・ドゥブニク
Долни Дъбникドルニ・ドゥブニク ブルガリア内のドルニ・ドゥブニクの位置

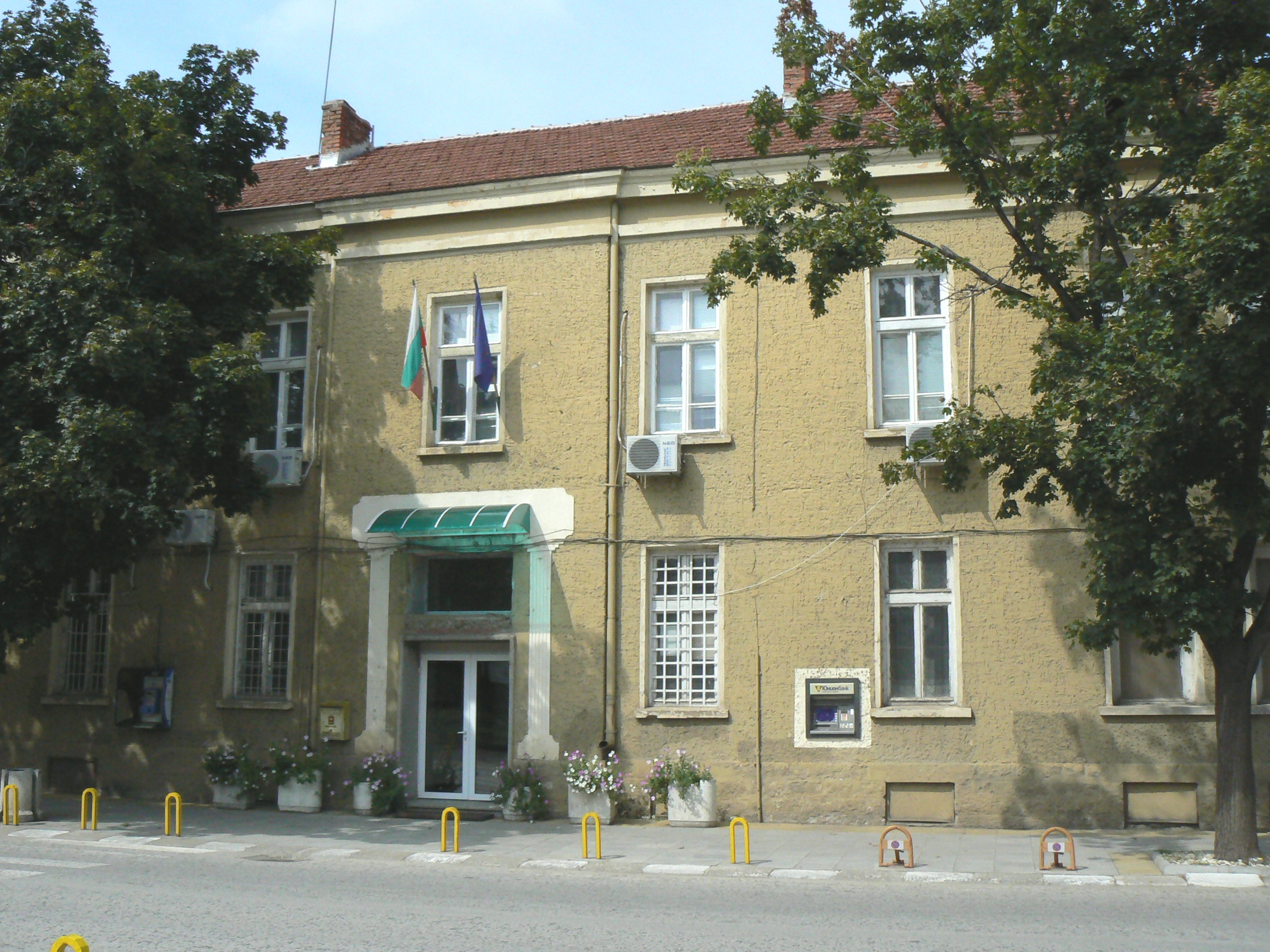
ドルニ・ドゥブニク市役所

ドルニ・ドゥブニク（ブルガリア語: До̀лни Дъбнѝк / Dolni Dabnik）はブルガリア北部の町、およびそれを中心とした基礎自治体。プレヴェン州に属する。プレヴェンの西に位置している。ドルニ・ドゥブニクは1430年に油田として初めて文献に記録されており、ブルガリアで数少ない産油地である。石油採掘の他は、農業が主な産業である。ドルニ・ダブニクとも表記される。
ドルニ・ドゥブニク出身の著名人としては、サッカーブルガリア代表のイヴァイロ・ペトコフ（Ивайло Петков / Ivaylo Petkov）や、芸術家のイリヤ・ベシュコフ（Илия Бешков Дунов / Iliya Beshkov）、政治家のヴェンツィスラフ・ヴルヴァノフ（Венцислав Върбанов / Ventsislav Varbanov）などがいる。
ドルニ・ドゥブニクという地名は、「低いオークの地」を意味しており、隣接するゴルニ・ドゥヴニク（Голни Дъбник、高いオークの地）と対を成している。

## 町村
ドルニ・ドゥブニク基礎自治体（Община Долни Дъбник）にはその中心であるドルニ・ドゥブニクをはじめとする、以下の町村（集落）が存在している。

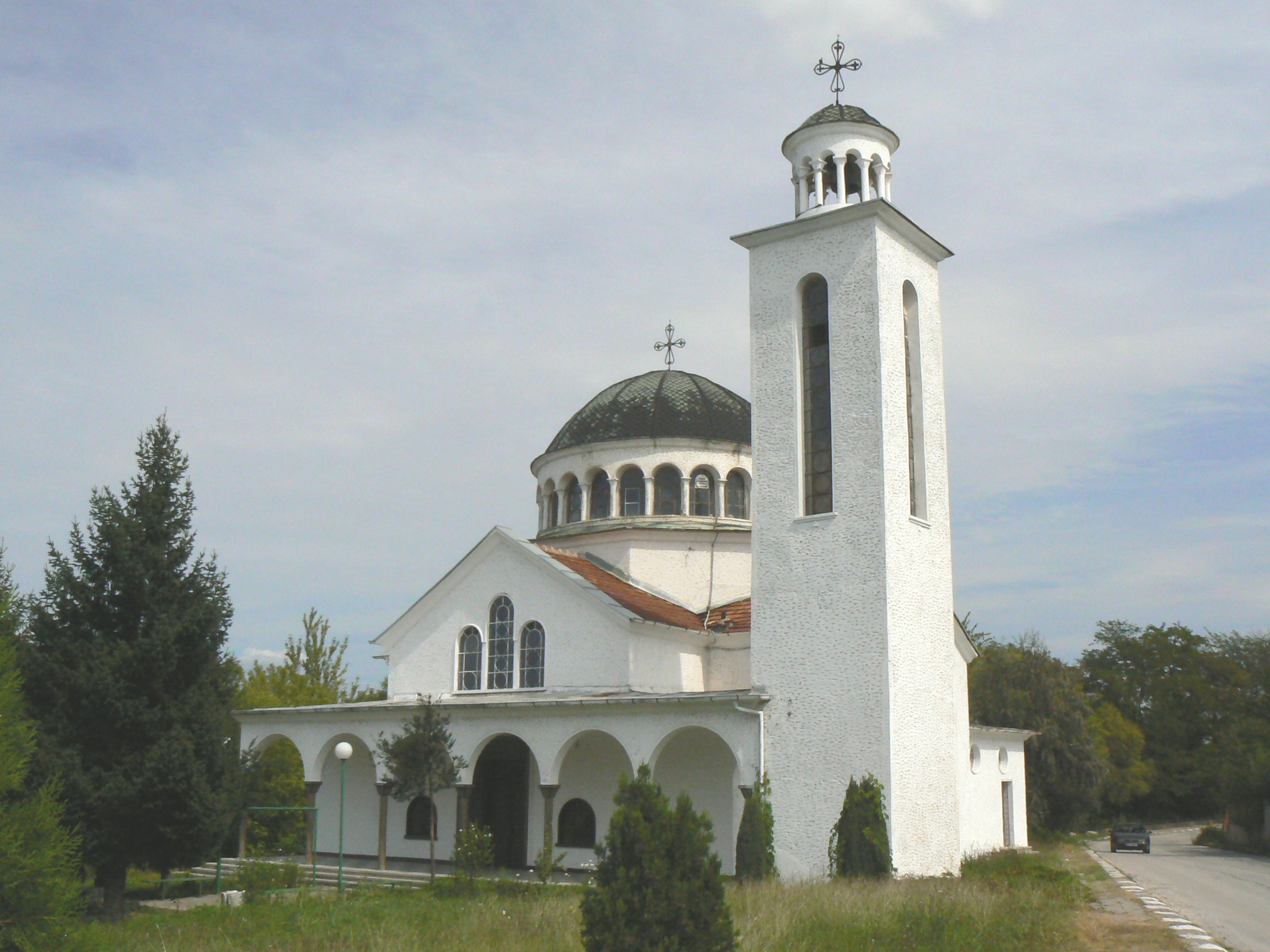
預言者聖エリヤ聖堂。

- Бъркач
- Горни Дъбник
- Градина
- Долни Дъбник

- Крушовица
- Петърница
- Садовец